# Alexianer St. Joseph-Krankenhaus Berlin-Weißensee

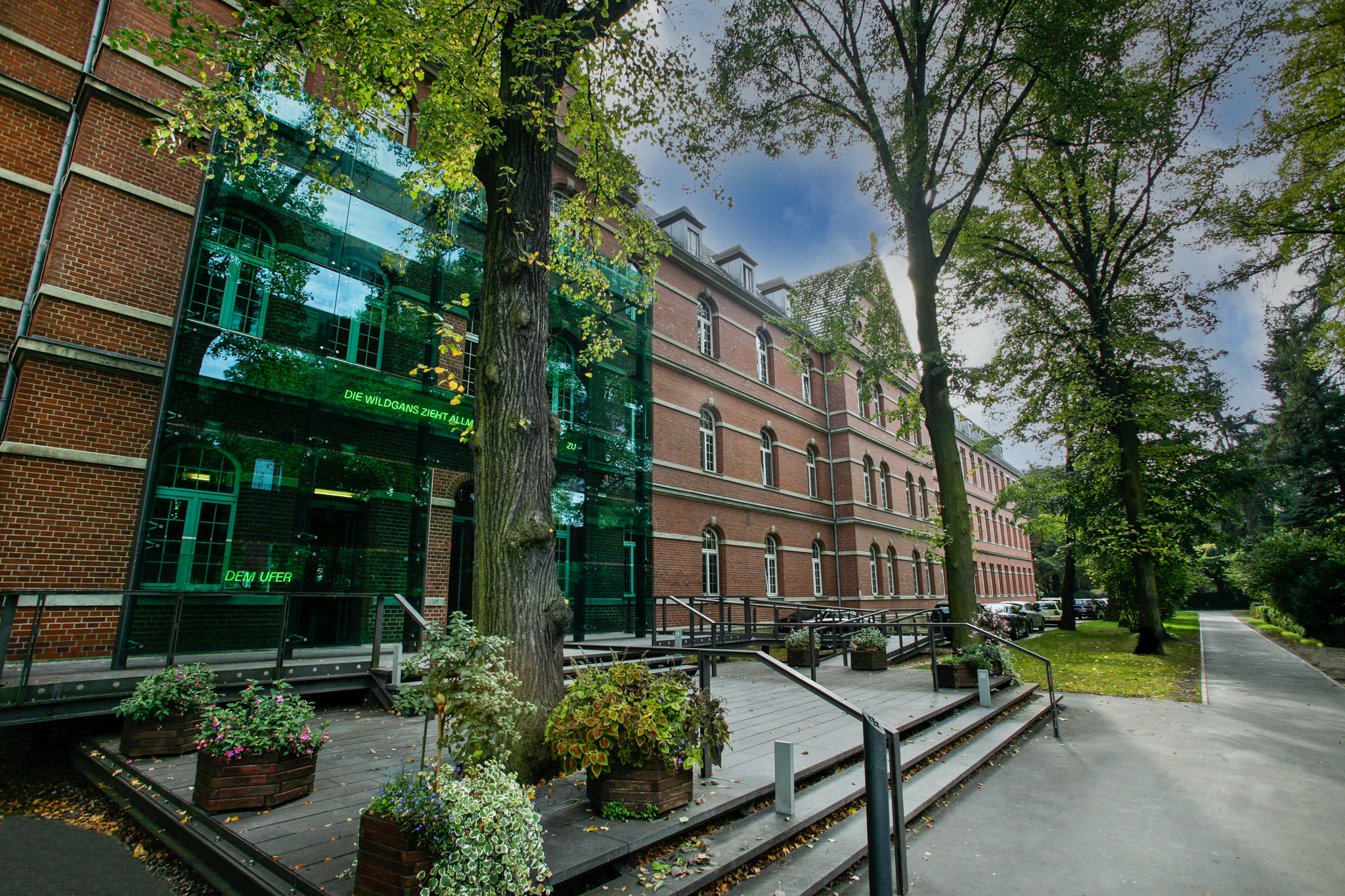
Blick auf das erneuerte Haupthaus

Das Alexianer St. Joseph-Krankenhaus Berlin-Weißensee ist ein katholisches Fachkrankenhaus für Neurologie, Psychiatrie, Psychotherapie und Psychosomatik im Berliner Ortsteil Weißensee, das Ende des 19. Jahrhunderts erbaut worden ist. Die ursprünglichen Bauten und die Freiflächen stehen seit den 1970er Jahren unter Denkmalschutz.
Im 21. Jahrhundert unterhält die Einrichtung eine Klinik für Psychiatrie, Psychotherapie und Psychosomatik sowie eine Klinik für Neurologie, vier Tageskliniken und zwei Psychiatrische Institutsambulanzen. Hinzu kommen ein Medizinisches Versorgungszentrum (MVZ) und zwei Seniorenpflegeheime. Diese vier Geschäftsbereiche sind in der Alexianer St. Joseph Berlin-Weißensee GmbH zusammengefasst. Auf dem Gelände befindet sich zudem eine eigenständige radiologische Praxis.

## Geschichte

### Anfang im 19. Jahrhundert

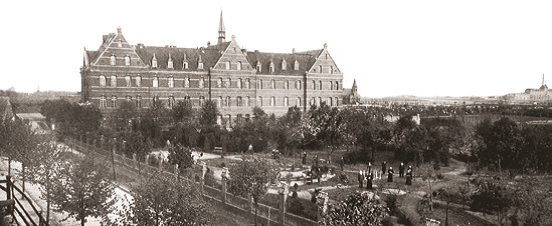
Historisches Dreigiebel-Gebäude des St.Joseph-Krankenhauses Berlin-Weißensee

Zum Dank für die aufopfernde Pflege eines katholischen Bürgers aus Berlin bot seine Witwe den Alexianer-Brüdern, einem Krankenpflegeorden, günstig ein Grundstück außerhalb Berlins an. Über einen dadurch entstandenen Kontakt erwarben die Ordensleute einen Bauernhof mit 60 Hektar Land in Weißensee. Bereits 1888 stellten die Alexianer-Brüder den Antrag, dort eine Pflegeanstalt für männliche Irre bauen und betreiben zu dürfen. Sie beauftragten den Architekten Otto Lindner, der mit weiteren Architekten (Moritz Wetz, Karl Weiss und Hermann Bunning) die Planungen ausführte und die Bauleitung wahrnahm. Die Grundsteinlegung erfolgte noch im Jahr 1891. – Mit einer Summe von 388.000 Mark wurde das große Dreigiebel-Haupthaus auf dem Grundstück errichtet und am 22. Juni 1893 als Heilanstalt für gemüts- und nervenkranke Herren eröffnet. Im Jahr 1900 findet sich die Einrichtung unter Alexianer-Anstalt für Gemütskranke im Adressbuch.
Im Berliner Adressbuch des Jahres 1920 trägt es die Bezeichnung St.-Josephs-Heilanstalt. Als Eigentümer der Heilanstalt war zu dieser Zeit die Neußer Krankenpflege AG eingetragen. Die Gemeinde Weißensee unterhielt zu dieser Zeit nur ein Säuglingskrankenhaus.

### 1929 bis 1949
Wegen der raschen Einwohnerentwicklung mussten die Betreiber der Anstalt die Anzahl der Betten auf 400 erhöhen, wobei bis 1932 auch ein größerer Umbau sowohl des Krankenhauses als auch der Kapelle erfolgte. Im Zuge des von Deutschland begonnenen Zweiten Weltkriegs beschlagnahmte die von den Nationalsozialisten eingesetzte Luftschutzpolizei 1939 die Kellerbereiche und alle Räume im Erdgeschoss. Das Refektorium wurde zu einem Lazarett umfunktioniert. Ab 1940 nahm das Krankenhaus auch Lungenkranke auf und eine Station für werdende Mütter wurde eröffnet. 280 bisherige Patienten wurden jedoch deportiert. Im Jahr 1941 kamen aus dem zerbombten Aachen Schwestern vom Orden der Heiligen Elisabeth zur Pflege hierher; u.a wurde die spätere Schauspielerin Angelika Domröse im gleichen Jahr hier geboren.
Als mit der deutschen Kapitulation im Mai 1945 der Krieg beendet worden war, beschlagnahmten Soldaten der Roten Armee einen Teil des Nordflügels und nutzten ihn zur medizinischen Versorgung von Kriegsverletzten.
Im Jahr 1946 fanden die aus Schlesien vertriebenen Mägde Mariens Unterkunft und Arbeit im St. Joseph-Krankenhaus. Nun konnten auch wieder Frauen in den Einrichtungen behandelt werden, denn die erste psychiatrische Frauenstation wurde eröffnet. Die Krankenhausleitung begann zugleich, die Neurologie aufzubauen.

### Katholisches Haus in der DDR
Der Bau der Berliner Mauer im Jahr 1961 und die damit einhergehende Teilung Deutschlands bedeuteten für das St.-Joseph-Krankenhaus einen wesentlichen Einschnitt. Die Regierung der DDR zeigte nur wenig Interesse, eine katholische Fachklinik, zu der sich das Haus in Berlin-Weißensee inzwischen entwickelt hatte, zu unterstützen. Es bedurfte daher der Intervention des Berliner Bischofs und späteren Kardinals Alfred Bengsch. Dieser sprach sich konsequent für eine Erhaltung der Einrichtung als Fachklinik aus. Die Leitung des Hauses wurde daraufhin von den Alexianer-Brüdern an den Bischof und ein neu gegründetes Kuratorium übergeben. So konnte sich die Klinik trotz der schwierigen politischen und materiellen Gegebenheiten weiterentwickeln.

### Nach 1990
Der Fall der Berliner Mauer am 9. November 1989 bedeutete für das St.-Joseph-Krankenhaus einen erneuten Umbruch. 1990 übernahmen die Alexianer-Brüder wieder die Leitung des Hauses. Diese übertrugen sie 1992 an Reinhard Nieper, einen jungen Geschäftsführer, der nicht nur bereits geplante bauliche Maßnahmen umsetzte, sondern gemeinsam mit den Verantwortlichen im Hause die strategischen Grundlagen für die Zukunft legte. Anfang der 1990er-Jahre entstand die Psychiatrische Institutsambulanz (PIA) am Standort Weißensee. Im Jahr 1993 feierte das Krankenhaus in Berlin-Weißensee sein 100-jähriges Bestehen. 1997 nahm das neue Bischof-Ketteler-Haus Seniorenpflegeheim auf dem Gelände des Alexianer St.-Joseph-Krankenhauses seinen Betrieb auf. Das Krankenhaus erhielt vom Berliner Senat den Versorgungsauftrag für den Bezirk Prenzlauer Berg. Im selben Jahr wurde die Tagesklinik Prenzlauer Berg eröffnet. Mit ihrer Gründung kam eine zweite Psychiatrische Institutsambulanz (PIA) in Berlin-Prenzlauer Berg hinzu. Im Jahr 1999 öffnete die Tagesklinik Pankow. Im Jahr 2001 kam eine Sporttherapiehalle hinzu, die Krankenhauskapelle konnte renoviert und eine umfassende Sanierung des Südflügels vorgenommen werden. Mit diesen Umbaumaßnahmen wurde der Haupteingang nach historischem Vorbild in die Mitte des Haupthauses zurückverlegt. Er erhielt eine Verkleidung mittels einer Feng-Shui-Glaswand, gestaltet vom Glaskünstler Ralf Schmitt.
Ein wichtiger Schritt zur Sicherung der Zukunft des Hauses war der Erwerb des Pflichtversorgungsauftrags für den neuen Großbezirk Pankow mit damals insgesamt rund 340.000 Einwohnern.

### Seit Ende des 20. Jahrhunderts

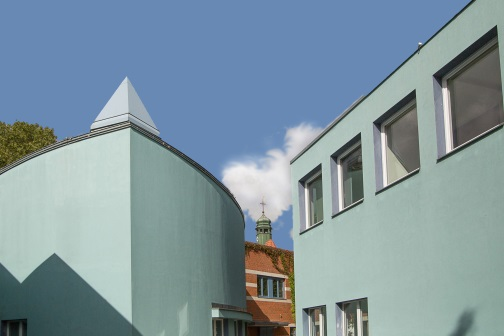
Historische und moderne Architektur des Krankenhauses

1998 übernahm Iris Hauth die ärztliche Leitung für das St.-Joseph-Krankenhaus Berlin-Weißensee und trieb die Differenzierung der Psychiatrie in den folgenden Jahren voran: Eine Abteilung für Gerontopsychiatrie (Klinik für Seelische Gesundheit im Alter) mit angeschlossener Tagesklinik sowie eine Klinik für Suchtmedizin und ein Wohnverbund zur Betreuung von Menschen mit Abhängigkeitserkrankungen in der ehemaligen Chefarztvilla wurden eröffnet. Die Akutstationen und Tageskliniken des Krankenhauses spezialisierten sich nach Diagnosegruppen, um eine leitliniengerechte Behandlung anbieten zu können. Seit 2007 leitet Thomas Müller die Klinik für Neurologie. Diese ist aufgrund ihrer ausgewiesenen Expertise in der Diagnostik und Therapie von Morbus Parkinson und Multipler Sklerose über die Region hinaus anerkannt. Stetig erfolgen Erweiterungen der Behandlungsmöglichkeiten bei neuen Erkrankungen oder neuen Therapiemöglichkeiten wie die Behandlung von Menschen mit Multipler Sklerose.
Zur Stärkung der ambulanten Behandlung entstand 2006 ein Medizinisches Versorgungszentrum (MVZ) für Allgemeinmedizin, Neurologie, Psychiatrie und Psychotherapie am St. Joseph-Krankenhaus. Ein Qualitäts- und Risikomanagement mit externer Zertifizierung bestätigte das Qualitätsniveau des Krankenhauses. Zudem ist das Alexianer St. Joseph-Krankenhaus „Akademisches Lehrkrankenhaus für Pflege“.

## Namenspatron
Schutzpatron des Alexianer St. Joseph-Krankenhauses ist der Heilige St. Joseph. Er entstammte dem Geschlecht König Davids, war selbst einfacher Zimmermann aus Nazareth. Sein Handeln war geprägt von Verantwortung, Pflichterfüllung und Bescheidenheit.

## Kliniken und Abteilungen

### Klinik für Neurologie
Die Klinik für Neurologie diagnostiziert und behandelt Erkrankungen des zentralen Nervensystems und des peripheren Nervensystems. Herausragende Expertise besteht in der Behandlung von Morbus Parkinson, Multiple Sklerose, Demenzerkrankungen und komplexen Schmerzerkrankungen. Mit der § 116b Ambulanz SGB V wird das Angebot für Menschen mit Multipler Sklerose durch komplexe ambulante Behandlung ergänzt. Die Klinik führt klinische Studien in der hauseigenen Studienambulanz durch.

### Klinik für Psychiatrie, Psychotherapie und Psychosomatik
In der Klinik für Psychiatrie, Psychotherapie und Psychosomatik werden alle psychischen Erkrankungen diagnostiziert und behandelt. Spezialisiert ist die Klinik auf die Diagnostik und Therapie von Depressionen, Bipolare Störungen, Schizophrenie, Angst- und Zwangserkrankungen, somatoforme und psychosomatische Störungen, psychische Störungen vor und nach der Geburt sowie auf die Behandlung von Persönlichkeitsstörungen und die Krisenintervention. Vom Berliner Senat ist die Klinik mit der Pflichtversorgung volljähriger Bürger des Bezirks Pankow (Weißensee, Pankow, Prenzlauer Berg) beauftragt. Für die Erfüllung des Versorgungsauftrags hält das Krankenhaus 226 stationäre Behandlungsplätze, 86 teilstationäre Plätze in vier psychiatrisch-psychotherapeutischen Tageskliniken, einer Psychiatrischen Institutsambulanz mit zwei Standorten und einem Medizinischen Versorgungszentrum (MVZ) mit 6,5 Sitzen vor.

### Klinik für Seelische Gesundheit im Alter
Die Klinik für Seelische Gesundheit im Alter konzentriert sich auf die Behandlung psychischer Erkrankungen wie Depressionen, Ängste und Gedächtnisstörungen im höheren Lebensalter. Eine Memoryklinik ist angegliedert.

### Klinikbereich für Suchtmedizin
Der Bereich ist auf die Behandlung von Abhängigkeitserkrankungen (Alkohol-, Medikamenten- und Drogenabhängigkeit) und den qualifizierten Entzug spezialisiert.

### Tageskliniken (TK)

#### Tagesklinikzentrum (TKZ) St. Wunibald
Das Tagesklinikzentrum St. Wunibald wurde im Dezember 2023 am Alexianer St. Joseph-Krankenhaus Berlin-Weißensee eröffnet. Es handelt sich um ein psychiatrisch-psychosomatisch-psychotherapeutisches Therapiezentrum und bietet ein teilstationäres Angebot für Menschen mit psychischen Erkrankungen und in psychosozialen Belastungssituationen. Als Pflichtversorger des Bezirks Pankow haben die Alexianer damit auf den gestiegenen Bedarf an ambulanten Therapieangeboten mit einer Kapazitätserweiterung reagiert.
Im Tagesklinik-Zentrum sind die psychosomatische Tagesklinik St. Lukas aus Pankow und die psychotherapeutische Tagesklinik St. Bernhardt aus Weißensee vereint worden. Durch die Zusammenführung stehen insgesamt 60 Tagesklinikplätze in den modernen Räumlichkeiten für Behandlungen zur Verfügung.
Die psychosomatische Tagesklinik St. Lukas befand sich von 1999 bis 2023 im Berliner Bezirk Pankow. Dort wurde eine teilstationäre Behandlungsmöglichkeit mit dem Schwerpunkt tiefenpsychologisch fundierter Psychotherapie angeboten. Der Fokus lag auf der Behandlung von Überlastungsreaktionen, depressiven Störungen, Angst- und Panikstörungen, Persönlichkeitsstörungen (beispielsweise Borderline) sowie von Posttraumatischen Belastungsstörungen. Ein besonderes Therapieangebot richtete sich an Menschen mit Gewalterfahrungen und komplexen Traumatisierungen.
Die akutpsychiatrisch-psychotherapeutische Tagesklinik St. Bernhardt befand sich bis 2023 auf dem Klinikgelände des Alexianer St. Joseph-Krankenhauses Berlin-Weißensee. Spezialisiert war sie auf die Behandlung von depressiven Störungen, Angst- und Panikstörungen und Persönlichkeitsstörungen.

#### TK AKI St. Antonia
Die Tagesklinik Akute komplexe Krisenintervention (AKI) St. Antonia befindet sich auf dem Klinikgelände des Alexianer St. Joseph-Krankenhauses Berlin-Weißensee und richtet sich an Menschen in einer schweren psychischen Krise, bei denen eine stationäre Behandlung ungünstig erscheint beziehungsweise nicht gewünscht ist. Ziel ist es, Krankenhausaufenthalte zu vermeiden oder zu verkürzen unter verstärkter Einbeziehung individueller Ressourcen. Ein Baustein des Therapiekonzepts ist die aufsuchende Behandlung.

#### TK Memoryklinik
Die Memoryklinik klärt Gedächtnisstörungen ab. In der angegliederten Tagesklinik wird untersucht, ob es sich um einen beginnenden dementiellen Prozess, eine Depression oder um altersgemäße Gedächtnisleistungen handelt.

#### TK St. Martha
Die psychiatrisch-psychotherapeutische Tagesklinik St. Martha im Bezirk Prenzlauer Berg (Großbezirk Pankow) wurde 1997 eröffnet. Sie ist spezialisiert auf die Behandlung von Depressionen, bipolaren Angst- und Zwangsstörungen, Anpassungsstörungen, psychosomatischen Erkrankungen, Persönlichkeitsstörungen sowie Psychosen. Den psychotherapeutischen Schwerpunkt der tagesklinischen Behandlung bildet die tiefenpsychologisch fundierte Gruppentherapie.

### MVZ
Das Medizinische Versorgungszentrum (MVZ) am Alexianer St. Joseph-Krankenhaus Berlin-Weißensee wurde im Jahr 2005 gegründet und ist eine Tochtergesellschaft der Alexianer St. Joseph Berlin-Weißensee GmbH. Das ambulante Angebot, das sich an gesetzlich und privat versicherte Patienten aus allen Bezirken richtet, ist unabhängig von einer stationären oder ambulanten Behandlung im Alexianer St. Joseph-Krankenhaus. Das MVZ behandelt in folgenden Fachgebieten: Allgemeinmedizin, Neurologie, Psychiatrie und Psychologische Psychotherapie. Zwischen dem MVZ und dem Krankenhaus besteht eine enge Kooperation.

### Psychiatrische Institutsambulanzen (PIA)
Die Psychiatrische Institutsambulanz am Standort Weißensee bietet eine ambulante Behandlung im Bereich der chronischen psychischen Erkrankungen sowie in der Suchtmedizin und der Gerontopsychiatrie an. Eine weitere Psychiatrische Institutsambulanz befindet sich im Prenzlauer Berg.

### Wohnverbund St. Monika
Der Alexianer Wohnverbund St. Monika, der sich in unmittelbarer Anbindung an das Krankenhaus befindet, bietet seit 1996 verschiedene Wohnangebote für Menschen mit einer Suchterkrankung und gegebenenfalls einer psychiatrischen Zusatzerkrankung. Die Angebote des Wohnverbundes stehen Menschen, die ihr Leben alkohol- und drogenfrei gestalten möchten und hierbei Unterstützung benötigen, offen. Im Wohnverbund begleitet ein Betreuungsteam aus Sozialarbeitern und Sozialpädagogen, Pflegekräften, Erziehern und Ergotherapeuten sowie hauswirtschaftlichen Mitarbeitern Patienten im Alltag und hilft ihnen zu einem selbstbestimmten Leben.

### Seniorenheime

#### Bischof-Ketteler-Haus Seniorenpflegeheim
Das Bischof-Ketteler-Haus Seniorenpflegeheim bietet Raum für 120 Bewohner. In sechs Wohnbereichen leben jeweils 20 Bewohner in Einzel- oder Doppelzimmern mit Duschbad. Das Angebot umfasst vollstationäre Pflege, Verhinderungspflege sowie einen geschützten Wohnbereich für schwer dementiell erkrankte Menschen.

#### St. Alexius Seniorenheim
Im St. Alexius Seniorenpflegeheim leben 150 Senioren in sechs Wohnbereichen mit jeweils 23 Einzel- und einem Doppelzimmer. Namenspatron des Hauses ist der Heilige Alexius, der sein Leben stets in den Dienst seiner Mitmenschen gestellt hatte, und heute als Vorbild der Nachfolge Christi gilt. Das Seniorenpflegeheim bietet betreutes Wohnen, Verhinderungspflege sowie vollstationäre Pflege an.

## Architektur

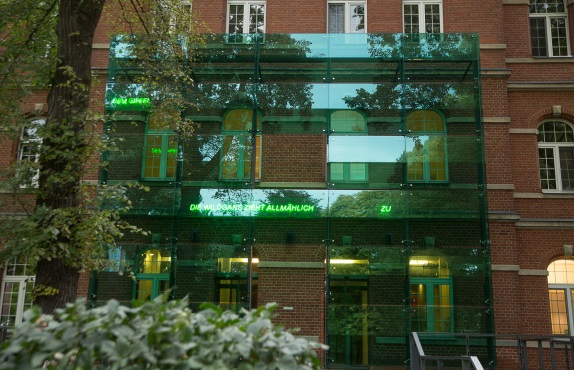
Feng-Shui-Glaswand vor dem Haupteingang

Der Krankenhauskomplex besteht aus einem Hauptgebäude und später hinzugebauten Wirtschafts- und Nutzgebäuden. Zur Hofseite hin haben die Architekten am mittleren Bauteil des langgestreckten Haupthauses
eine Kapelle geplant und verwirklicht. Sie ist in neugotischen Formen ausgeführt und nur von der Rückseite an ihren kirchenähnlichen Fenstern und dem polygonalen Dachreiter erkennbar. Das langgestreckte Hauptgebäude ist ein Klinker-Verblendbau in historisierenden Formen des 19. Jahrhunderts. Es erstreckt sich entlang der Indira-Gandhi-Straße, von dem es durch eine Ziegelsteinmauer und einen kleinen Gartenbereich abgesetzt ist. Das Haupthaus wird durch zwei Giebelrisalite betont, an welche sich spätere Erweiterungsbauten aus dem 20. Jahrhundert anschließen.
Der von der Gartenstraße zurückverlegte Haupteingang erhielt eine besondere Gestaltung: großflächig wurde eine Glaswand mit Feng-Shui-Darstellungen vorgesetzt. Diese Wand schützt zugleich das historische Gemäuer vor starken Witterungseinflüssen, da seine Hauptfront Richtung Westen liegt. Die Zugänglichkeit wurde über eine Rampe barrierefrei gestaltet.

## Krankenhauspark
Das Klinikgelände wurde zusammen mit der Erstbebauung auch mit Bäumen und Sträuchern versehen, von denen viele erhalten geblieben sind. Über die Jahre haben sich auch besondere Pflanzen wie Schwarznussbäume, Douglasien, Tulpenmagnolien, ein Ginkgo und eine deutsche Mispel hier angesiedelt.

## Auszeichnungen für das Krankenhaus
- Focus-Siegel: Seit 2015 ist das Krankenhaus in der Focus Klinikliste geführt. In den Jahren 2015 bis 2017 gehörte es zu den TOP Nationalen Krankenhäusern. 2018 war es darüber hinaus auch TOP Regionales Krankenhaus. 2019 wurde die Auszeichnung als TOP Regionales Krankenhaus erneuert.[29]
- DGPPN-Klinikzertifizierung als Einrichtung zur ärztlichen Fort- und Weiterbildung: Im März 2011 wurde die Klinik für Psychiatrie, Psychotherapie und Psychosomatik des Alexianer St. Joseph-Krankenhauses Berlin-Weißensee durch die DGPPN erstmals zertifiziert. Die Rezertifizierung erfolgte im März 2020.[29]
- MS-Schwerpunktzentrum gemäß den Richtlinien des DMSG e. V.: Im Oktober 2019 wurde die Klinik für Neurologie als MS-Schwerpunktzentrum des DMSG e. V. ausgezeichnet.[30]
- Akademisches Lehrkrankenhaus der Pflege: 2017 erhielt das Alexianer St. Joseph-Krankenhaus Berlin-Weißensee das Zertifikat Akademisches Lehrkrankenhaus für Pflege der FOM-Hochschule.[14]
- BUND-Gütesiegel Energiesparendes Krankenhaus: 2004 wurde das Alexianer St.-Joseph-Krankenhaus erstmals mit dem BUND-Gütesiegel Energiesparendes Krankenhaus ausgezeichnet. 2019 erfolgte die vierte Rezertifizierung. Das Siegel wird bundesweit an Krankenhäuser für besondere Leistungen beim Klimaschutz verliehen.[31]